# (7300) Yoshisada
(7300) Yoshisada ist ein Asteroid des Hauptgürtels, der am 26. Dezember 1992 vom japanischen Astronomen Takeshi Urata an der Oohira Station des Nihondaira-Observatoriums (IAU-Code 385) entdeckt wurde.
Der Asteroid ist nach dem japanischen Amateurastronomen Yoshisada Shimizu benannt, der Partner bei mehr als 300 Asteroidenentdeckungen von Takeshi Urata war.